# Rhabdalestes leleupi
Rhabdalestes leleupi är en fiskart som beskrevs av Poll, 1967. Rhabdalestes leleupi ingår i släktet Rhabdalestes och familjen Alestidae. IUCN kategoriserar arten globalt som akut hotad. Inga underarter finns listade i Catalogue of Life.